# Gertrud II. (Herford)
Die Fürstäbtissin Gertrud II. der Reichsabtei Herford (geboren vor 1200; gestorben 1234 oder 1238) war eine Tochter Bernhards II. zur Lippe. 

## Herkunft, Familie
Ihr Vater, ein Parteigänger Heinrichs des Löwen, sicherte sein kleines Territorium so gut durch kaiserliche Privilegien ab, dass es bis ins 20. Jahrhundert Bestand hatte. Drei ihrer Brüder wurden Bischöfe, Otto 1215 in Utrecht, Gerhard 1219 Erzbischof von Bremen, Bernhard 1228 Bischof von Paderborn, außerdem sogar der wegen Krankheit 1194 in das 1185 mit von ihm gestiftete Zisterzienserkloster Marienfeld eingetretene Vater nach seiner Genesung Bischof in Livland, 1218 im Alter von 78 Jahren. 
Und drei Schwestern Gertruds wurden ebenfalls Äbtissinnen, Kunegundis 1219 in Freckenhorst, Ethelind wohl 1224 (bis 1243) in Bassum und die zunächst verheiratete Adelheid 1241 im Stift Elten, in das sie möglicherweise schon bald nach dem Tod ihres Mannes Heinrich I. von Arnsberg 1200 eingetreten war. Die Ravensberger Grafengattin Gertrud II. zur Lippe war eine Nichte der Äbtissin.

## Wirken
Gertrud trat ihr Amt wohl 1215 an. Sie vermittelte im Thronstreit zwischen dem staufischen Kaiser Friedrich II. und dem welfischen Gegenkönig Otto IV. und erreichte, dass auf dem in Herford abgehaltenen Hoftag 1218 auch die sächsischen Großen wieder Friedrich II. anerkannten. 1226 vermittelte sie in einem Erbstreit innerhalb der benachbarten Grafschaft Ravensberg. Unter der Regierung Gertruds wurde der Ort Herford 1220 erstmals urkundlich als Stadt bezeichnet, wiewohl er offensichtlich schon länger städtische Funktionen gehabt hatte. Etwa zur selben Zeit begann sie mit dem Ausbau des Herforder Münsters zur Hallenkirche nach dem Muster der angevinischen Gotik.